# فرانتس-پتر هوفمایتسر
فرانتس-پتر هوفمایتسر (آلمانی: Franz-Peter Hofmeister؛ زادهٔ ۵ اوت ۱۹۵۱) دونده دو سرعت اهل آلمان بود.
وی در مسابقات کشوری و بین‌المللی در مجموع برندهٔ ۱ مدال نقره، ۲ مدال برنز شده‌است.